# Kypello Ellados 2006-2007
La Coppa di Grecia 2006-2007 è stata la 65ª edizione del torneo. La competizione è iniziata il 26 Agosto 2006 ed è terminato il 5 Maggio 2007. Il Larissa ha vinto il trofeo per la seconda volta, battendo in finale il Panathīnaïkos.

## Primo turno
Le partite si sono giocate il 26, il 27 e il 30 agosto 2006.
| Squadra 1          | Risultato         | Squadra 2            |
| ------------------ | ----------------- | -------------------- |
| Vyzas              | 1 – 1 (5 – 4 dtr) | Nafpaktiakos Asteras |
| Olympiakos Volos   | 1 – 0             | Īlioupolī            |
| Atsalenios Iraklio | 3 – 0             | Doxa Dramas          |
| Eolikos Mytilenes  | 2 – 2 (5 – 4 dtr) | Rodos                |
| Anagennisi Arta    | 3 – 2 (dts)       | Kavala               |
| Apollōn Smyrnīs    | 2 – 1             | Polykastro           |
| Trikala            | 1 – 3             | Thiva                |
| Doxa Gratinis      | 1 – 4             | Pierikos             |
| Thyella Patrasso   | 3 – 0             | Anagennīsī Karditsa  |
| Acharnaïkos        | 1 – 0             | Agios Dimitrios      |
| AE Giannina        | 1 – 0             | Panachaïkī           |
| PAONE              | 3 – 0             | Lamia                |
| Panaitōlikos       | 2 – 0             | Androutsos Gravia    |
| Koropi             | 0 – 1             | Thermaikos Thermi    |
| Diagoras           | 4 – 3             | Enosi Thrakis        |
| Panīleiakos        | 1 – 0             | Ethnikos Katerini    |

## Secondo turno
Le partite sono state giocate il 20 settembre 2006.
| Squadra 1          | Risultato         | Squadra 2         |
| ------------------ | ----------------- | ----------------- |
| OF Ierapetra       | 0 – 5             | Chaïdari          |
| Vyzas              | 0 – 1             | PAS Giannina      |
| Olympiakos Volos   | 0 – 0 (5 – 4 dtr) | Proodeftikī       |
| Atsalenios Iraklio | 1 – 0             | Ethnikos Asteras  |
| Eolikos Mytilenes  | 3 – 1             | Messiniakos       |
| Anagennisi Arta    | 0 – 1             | Kallithea         |
| Apollōn Smyrnīs    | 1 – 3             | Agrotikos Asteras |
| Thiva              | 0 – 2             | Panthrakikos      |
| Pierikos           | 1 – 1 (4 – 2 dtr) | Kalamata          |
| Thyella Patrasso   | 1 – 2 (dts)       | Nikī Volo         |
| Acharnaïkos        | 0 – 2             | Kastoria          |
| AE Giannina        | 1 – 5             | Thrasyvoulos      |
| PAONE              | 2 – 4             | Levadeiakos       |
| Panaitōlikos       | 1 – 0 (dts)       | Ethnikos Pireo    |
| Thermaikos Thermi  | 1 – 2 (dts)       | Asteras Tripolīs  |
| Diagoras           | 1 – 2             | Īlisiakos         |
| Panīleiakos        | 2 – 0             | GAS Veria         |

Passa automaticamente il turno:
| Squadra      |
| ------------ |
| Panserraïkos |

## Terzo turno
Le partite sono state giocate l'11 ottobre 2006.
| Squadra 1         | Risultato | Squadra 2 |
| ----------------- | --------- | --------- |
| Eolikos Mytilenes | 2 – 1     | Kastoria  |
| Olympiakos Volos  | 2 – 0     | Kallithea |

## Quarto turno
Le partite sono state giocate il 7, 8, 9 e il 15 novembre 2006.
| Squadra 1          | Risultato         | Squadra 2          |
| ------------------ | ----------------- | ------------------ |
| Panserraïkos       | 0 – 1             | PAOK               |
| Chaïdari           | 0 – 0 (5 – 4 dtr) | AEK Atene          |
| PAS Giannina       | 2 – 0             | Egaleo             |
| Atsalenios Iraklio | 0 – 2             | Olympiacos         |
| Agrotikos Asteras  | 2 – 3 (dts)       | Ionikos            |
| Panthrakikos       | 1 – 3             | Larissa            |
| Pierikos           | 2 – 2 (3 – 4 dtr) | Kerkyra            |
| Nikī Volo          | 2 – 0 (dts)       | Arīs Salonicco     |
| Thrasyvoulos       | 0 - 1             | Panathīnaïkos      |
| Levadeiakos        | 0 – 1             | Apollōn Kalamarias |
| Panaitōlikos       | 1 – 2             | OFI Creta          |
| Asteras Tripolīs   | 0 – 1             | Skoda Xanthi       |
| Īlisiakos          | 1 – 1 (5 – 3 dtr) | Atromītos          |
| Panīleiakos        | 1 – 2             | Paniōnios          |
| Eolikos Mytilenes  | 2 – 2 (3 – 4 dtr) | Ergotelīs          |
| Olympiakos Volos   | 0 – 1             | Īraklīs            |

## Ottavi di finale
Le partite sono state giocate il 19, il 20 e il 21 dicembre 2006.
| Squadra 1     | Risultato | Squadra 2          |
| ------------- | --------- | ------------------ |
| Nikī Volo     | 0 – 1     | Īlisiakos          |
| Chaïdari      | 1 – 3     | Olympiacos         |
| PAOK          | 1 – 0     | Ergotelīs          |
| Panathīnaïkos | 0 – 0     | Apollōn Kalamarias |
| Īraklīs       | 1 – 1     | PAS Giannina       |
| Paniōnios     | 0 – 1     | Skoda Xanthi       |
| OFI Creta     | 1 – 1     | Larissa            |
| Kerkyra       | 0 – 0     | Ionikos            |

Rigiocate
| Squadra 1          | Risultato         | Squadra 2     |
| ------------------ | ----------------- | ------------- |
| Apollōn Kalamarias | 1 – 1 (2 – 3 dtr) | Panathīnaïkos |
| PAS Giannina       | 2 – 0             | Īraklīs       |
| Larissa            | 3 – 1             | OFI Creta     |
| Ionikos            | 1 – 2             | Kerkyra       |

## Quarti di finale
Le partite sono state giocate il 17, il 24 e il 31 gennaio 2007.
| Squadra 1    | Totale | Squadra 2     | Andata | Ritorno     |
| ------------ | ------ | ------------- | ------ | ----------- |
| PAOK         | 3 - 4  | Panathīnaïkos | 2 - 1  | 1 - 3 (dts) |
| PAS Giannina | 3 - 2  | Olympiacos    | 2 - 0  | 1 - 2 (dts) |
| Īlisiakos    | 0 - 3  | Skoda Xanthi  | 0 - 2  | 0 - 1       |
| Kerkyra      | 0 - 2  | Larissa       | 0 - 0  | 0 - 2       |

## Semifinali
Le partite sono state giocate il 2 e il 16 aprile 2007.
| Squadra 1     | Totale | Squadra 2    | Andata | Ritorno |
| ------------- | ------ | ------------ | ------ | ------- |
| Panathīnaïkos | 1 – 0  | Skoda Xanthi | 0 – 0  | 1 - 0   |
| Larissa       | 4 - 0  | PAS Giannina | 2 – 0  | 2 - 0   |

## Finale
| Arbitro: | Kyros Vassaras (Salonicco) |

|                         |           |                         |
| Papadopoulos 44’ (rig.) | Marcatori | 3’ Kožlej 82’ Antchouet |